# Arman Khachatryan
Arman Khachatryan, né le 10 juin 1979 à Gavar, est un diplomate arménien. Depuis 2024, il est ambassadeur d'Arménie en France.

## Biographie

### Jeunesse et formation
Arman Khachatryan naît le 10 juin 1979 à Gavar.
Entre 1995 et 1997, il étudie à la Faculté des relations internationales de l'université de Gladzor. Il effectue ensuite son service militaire entre 1997 et 1999. Il reprend ses études à l'université d'État d'Erevan de 1999 à 2005.

### Carrière
Arman Khachatryan entre au service du ministère des Affaires étrangères d'Arménie en 2004 en tant qu'attaché.
En 2020-2021, il est nommé secrétaire général de la Commission nationale arménienne pour l'UNESCO.
Entre 2021 et 2024, il est le représentant de l'Arménie auprès du Conseil de l'Europe.
En octobre 2024, il remplace Hasmik Tolmajian en tant qu'ambassadeur d'Arménie en France. Le 13 décembre suivant, il remet ses lettres de créance au président Emmanuel Macron.

### Vie privée
Arman Khachatryan est marié et père de deux enfants.